# Сияхкяль
Сияхкяль (перс. سیاهکَل‎) — один из городов остана Гилян, на севере Ирана. Этот город расположен в центральном бахще шахрестана Сияхкяль. Город был основан примерно 150 лет назад стараниями Хабибуллы-Хана Муширу-ль-Мамалика в результате слияния трех деревень, Кяльсар, Кядубнакь и Барфджан.

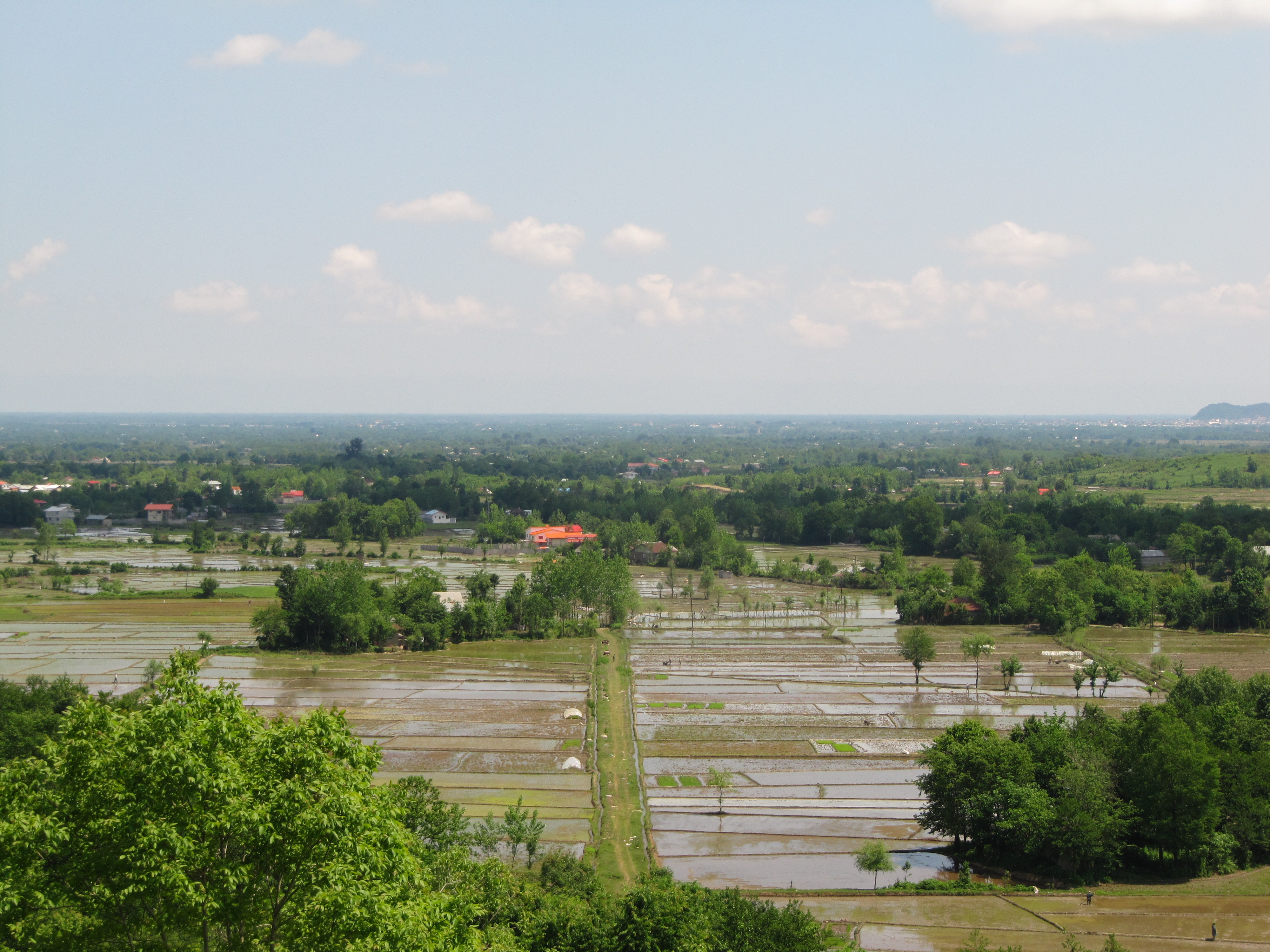
Регион Абрафти, Сияхкяль

## Происхождение названия
Название «Сияхкяль» на местном диалекте звучит как «Сикяль»: «си» означает «большой утес» или «гора с крутым склоном», а «кяль» - «поселок». Таким образом, название «Сияхкяль» означает: «Поселок около горы с крутым склоном».

## Язык
Языком, распространенном в центральном бахще Сияхкяля, является гиляки, а языком, на котором говорят жители гор — дейлеми. Эти два языка сблизились между собою вследствие многолетнего взаимовлияния.

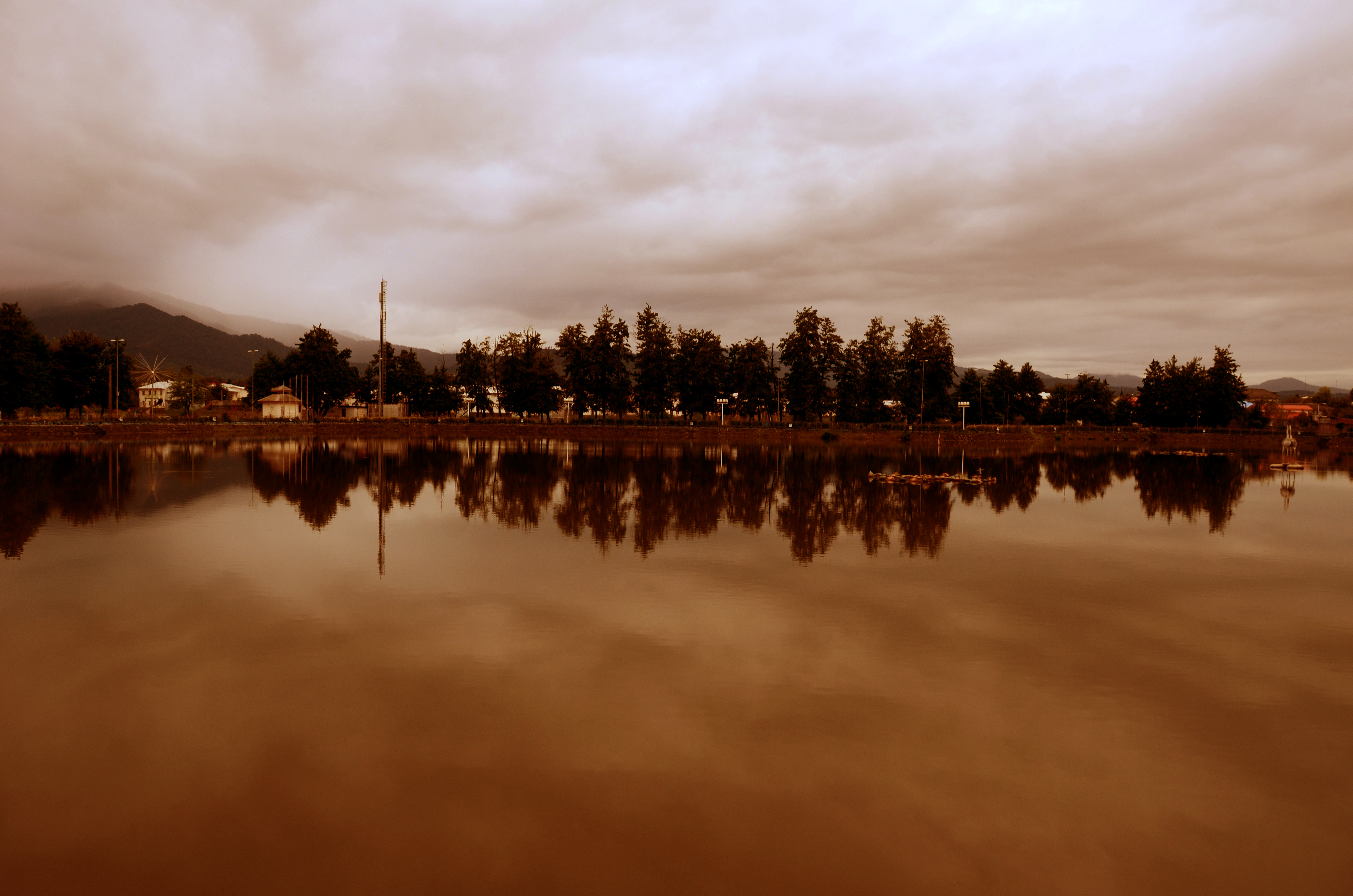

## ВУЗы
В городе действует несколько высших учебных заведений.
1. Техникум «Сама», в котором можно получить образование по семи специальностям, включая электронику, строительство, архитектуру, металлообработку).
2. Свободный Исламский университет Сияхкяля
3. Университет «Пайам-е Нур» Сияхкяля.

## Достопримечательности
Среди достопримечательностей можно выделить: водопад Люнакь, водопад Бабавали в одноименной деревне, исторический хаммам Дильман, построенный во время правления шаха Аббаса, караван-сарай «Ти-Ти» в деревне Баларуд, крепость Гярмавар (букв.: Приносящая тепло) в деревне Гярмавар-е Дильман, крепость Кутваль-Шах на севере Сияхкяля, крепость Дарфакь в 10 километрах от Сияхкяля, очень красивая дорога из Сияхкяля в Дильман, по краям которой растут леса, парк «Пашуран» около искусственного озера, дом «Азоди» в Сияхкяле, крепость Гярмавар, озера: Фашталь, Сейедварестан, Куляшке, источник Ларихани, мавзолей Кадернаби, мавзолеи имамзаде Касыма и Хамзы.

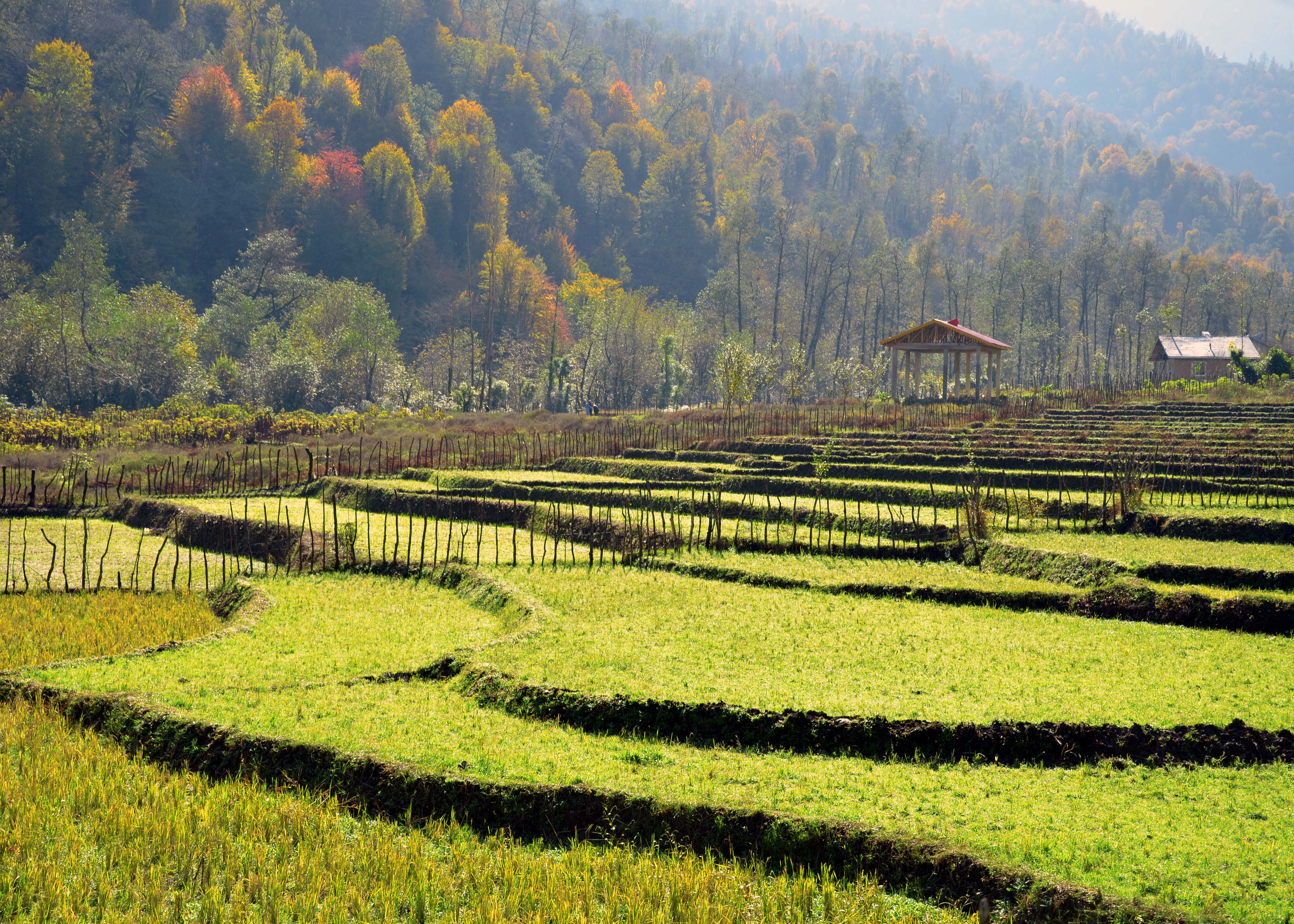

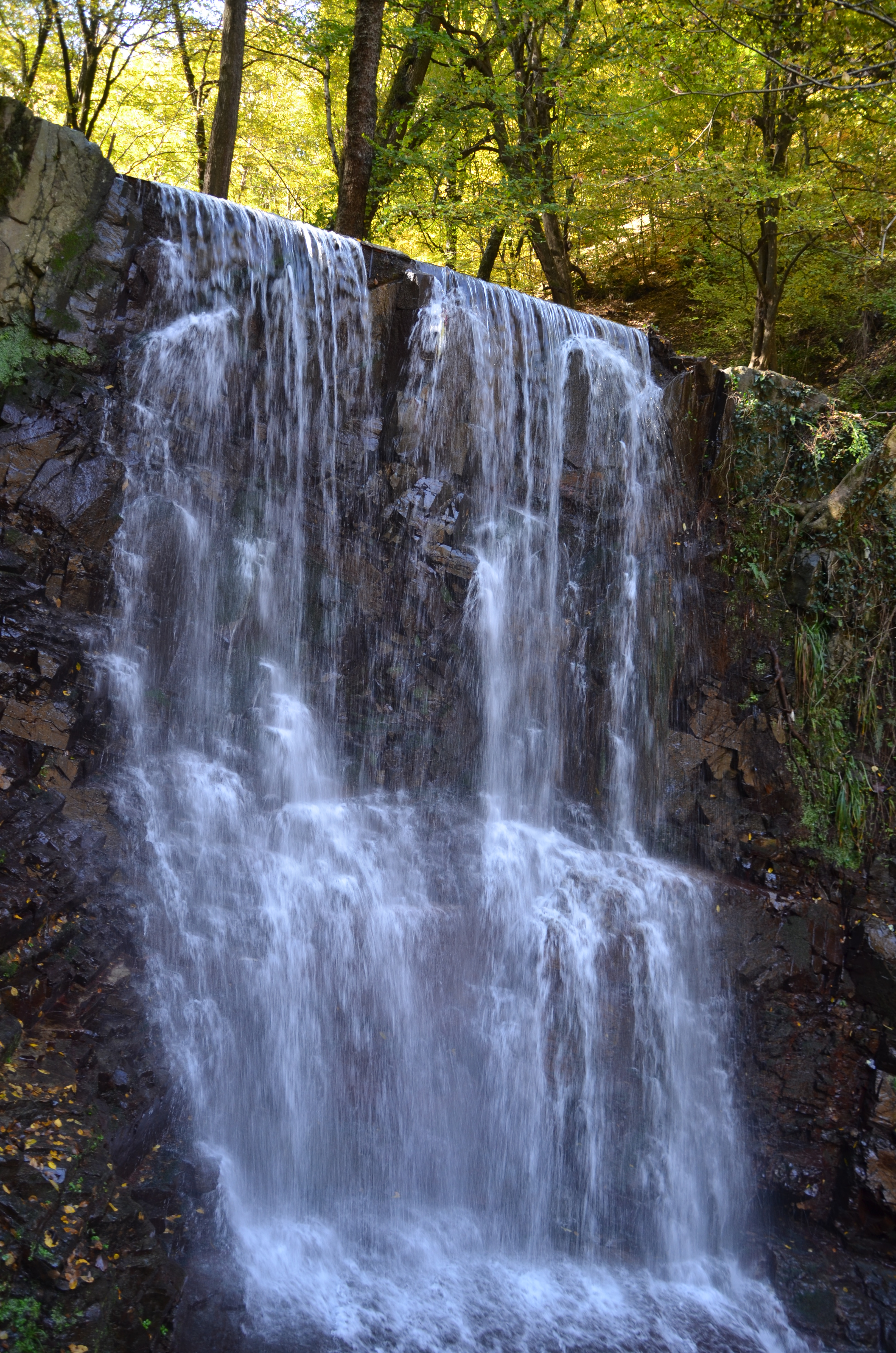

## Демографическая динамика
Если посмотреть на данные трех последних прошедших в Иране переписей (1996, 2006 и 2011 гг.), то динамика населения г. Сияхкяль будет равна: 13562, 15658 и 18176 человек. Это означает, что население росло темпами: +1,45% за 1996-2006 гг. и +3,03% за 2006-2011 гг. То есть, за последнее пятилетие произошло резкое ускорение роста населения Сияхкяля. Надо полагать, что это связано главным образом с резким ростом иммиграции в город, поскольку рождаемость в тот период падала по всему Ирану, в том числе в Гиляне, и вряд ли могла существенно вырасти в Сияхкяле. График роста населения этого города имеет ярко выраженную гиперболическую форму с резким ускорением за 2006-2011 гг., когда темпы роста резко возросли. В среднем за год в 1996-2006 гг. населения Сияхкяля росло на 210 человек, а в 2006-11 гг. - примерно на 504 человека. Таким образом, абсолютный рост населения за этот период возрос более чем в два раза. В городе в 2011 г. проживало 38,6% населения шахрестана Сияхкяль, и он являлся крупнейшим городом этого шахрестана. Если сравнить демографический рост города со столицей провинции Гилян городом Решт, приняв численность Решта за 100%, то доля Сияхкяля в 1996 г. составит 3,2% от населения Решта, в 2006 г. - 2,8% и в 2011 г. - также 2,8%. Таким образом, эта доля за 1996-2006 гг. резко (на 0,4%) снизилась, но затем осталась стабильной, что показывает равенство темпов роста населения столицы провинции и города Сияхкяль.

## См. также

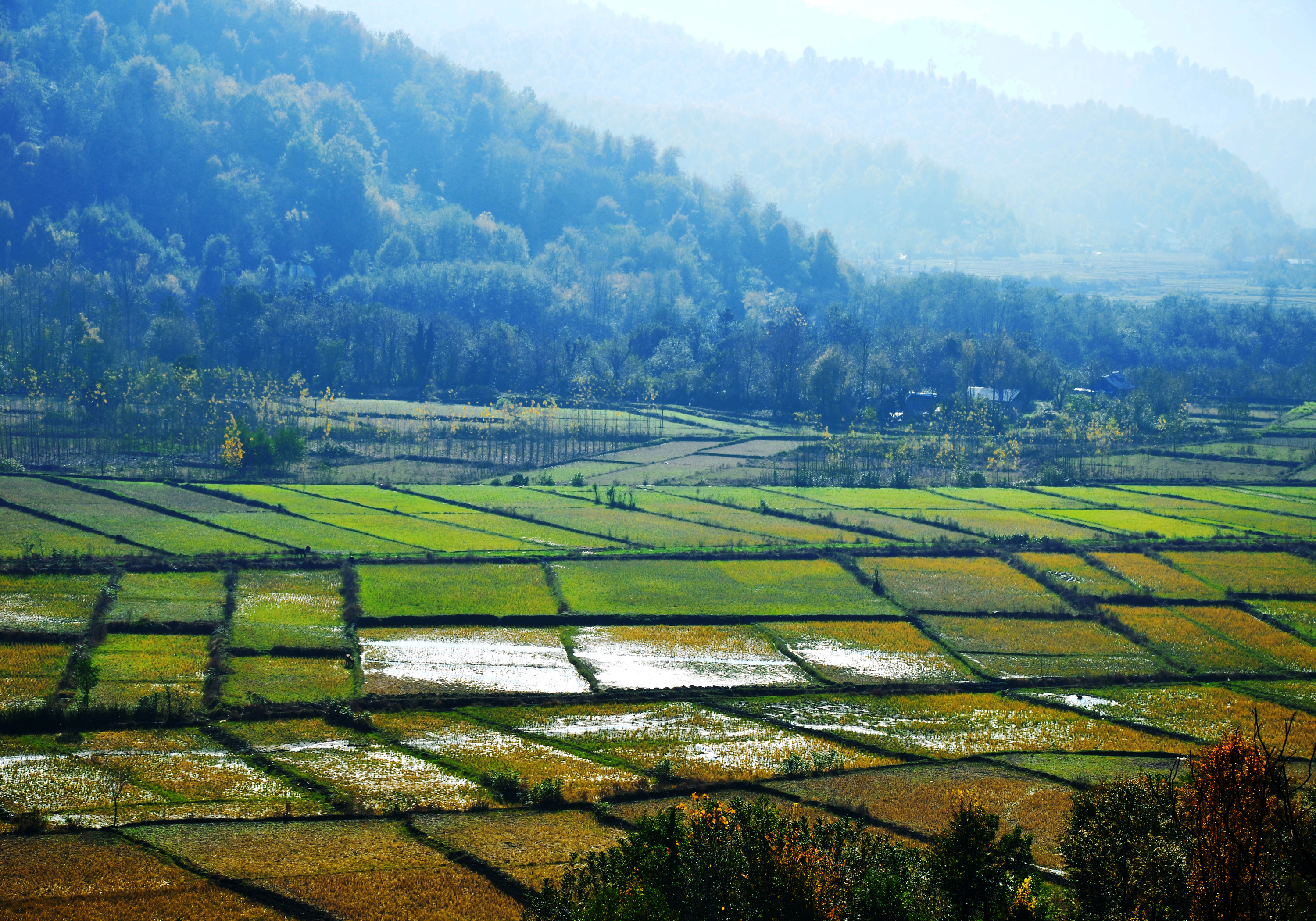
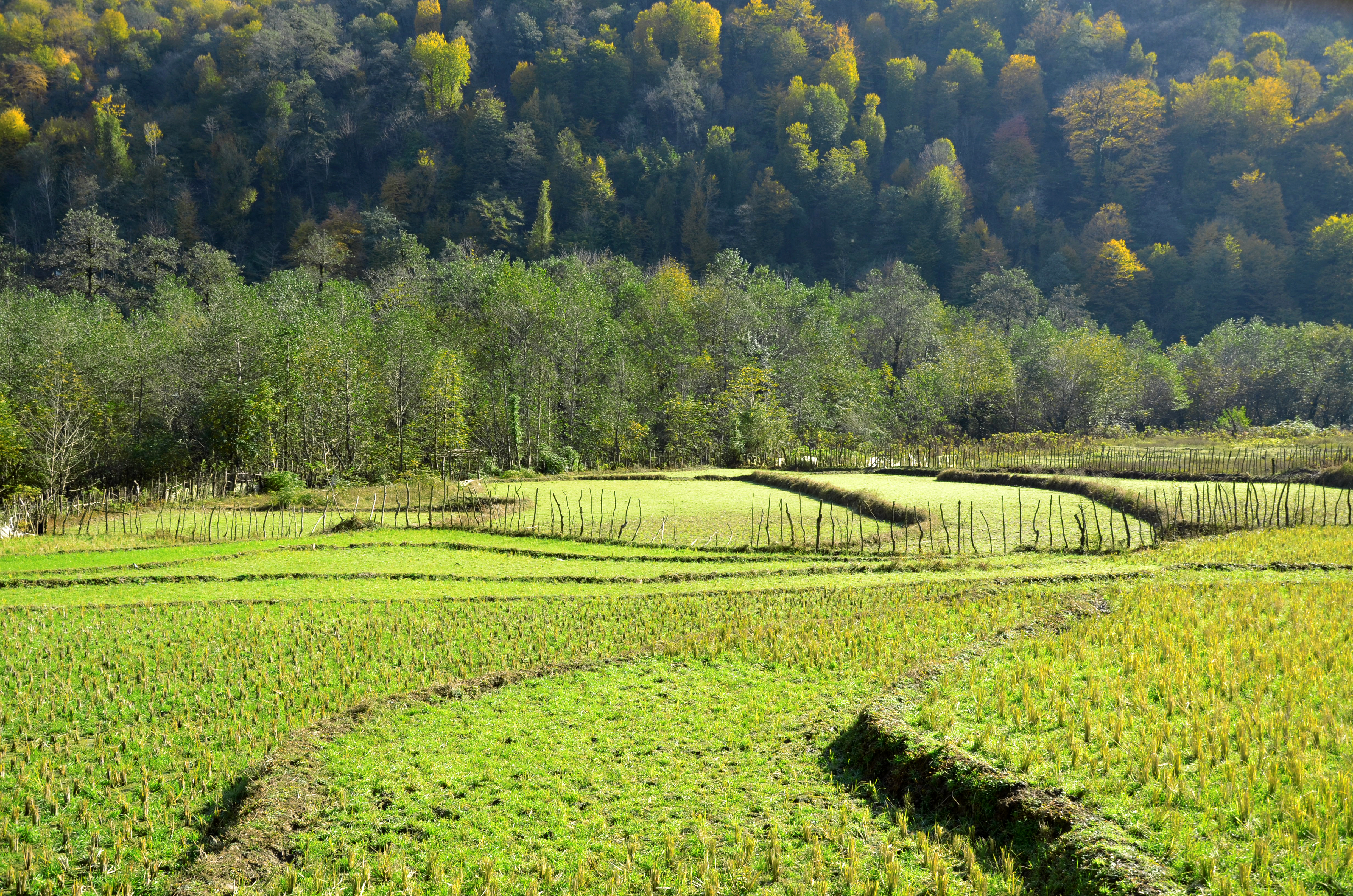
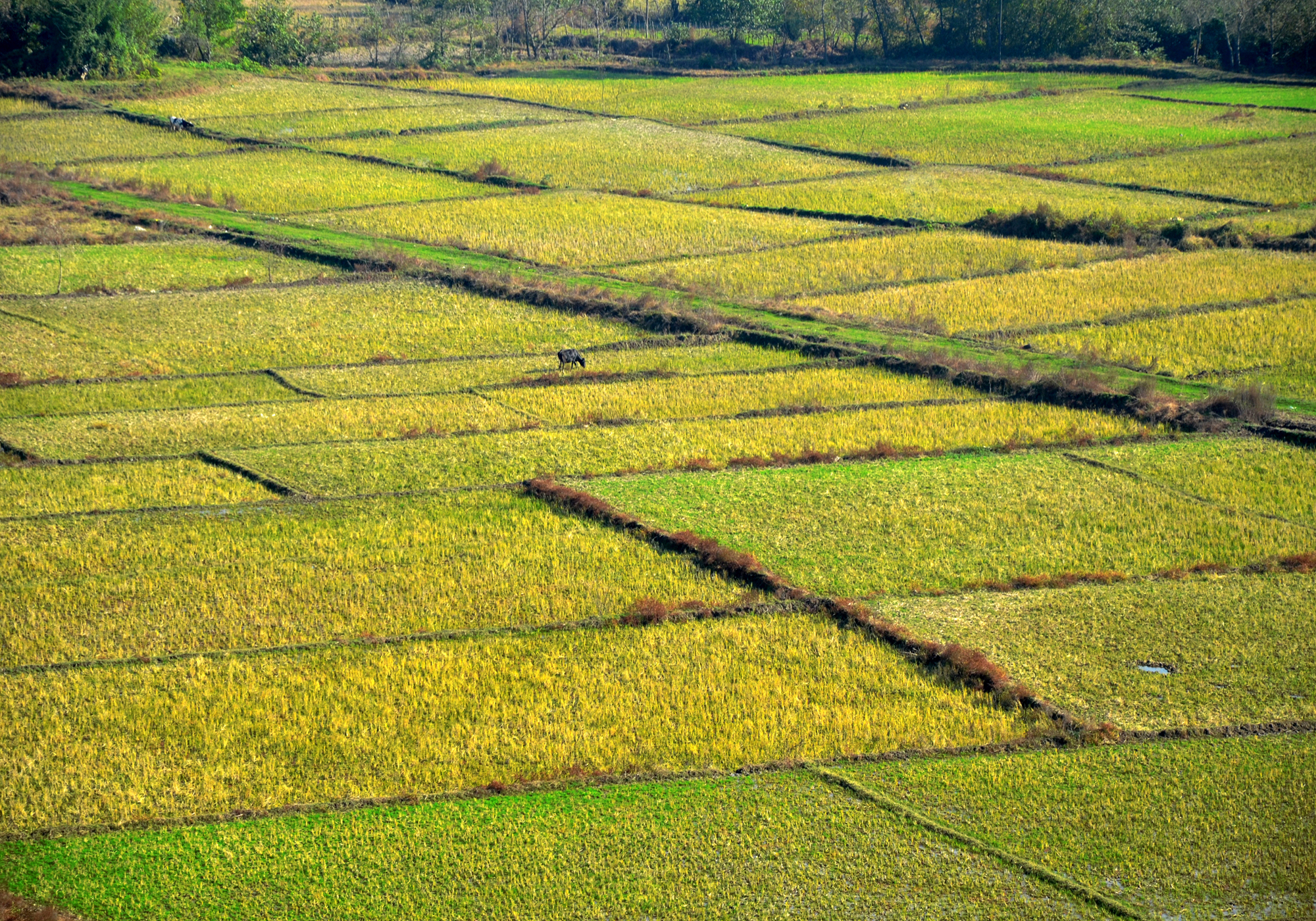
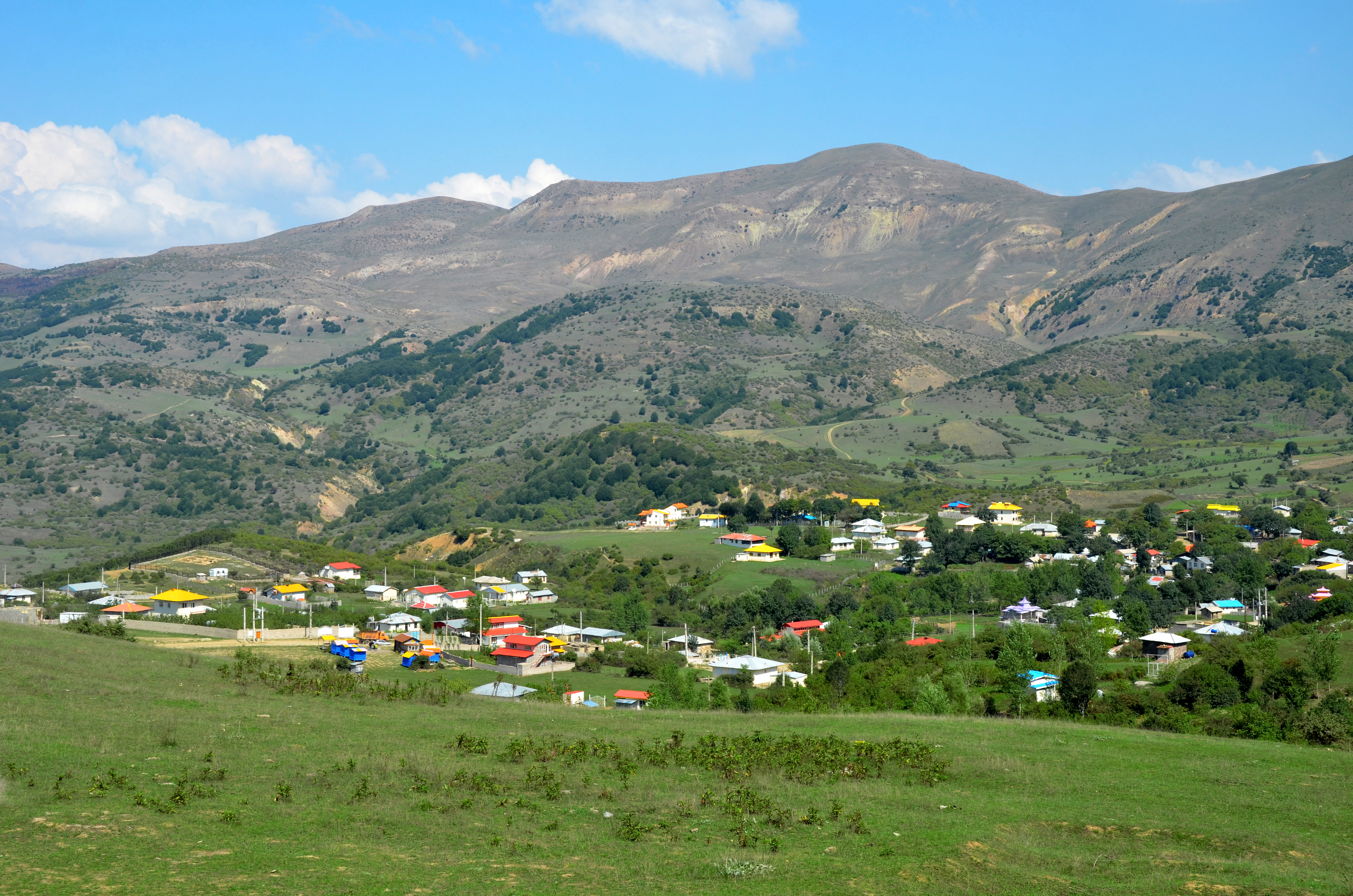
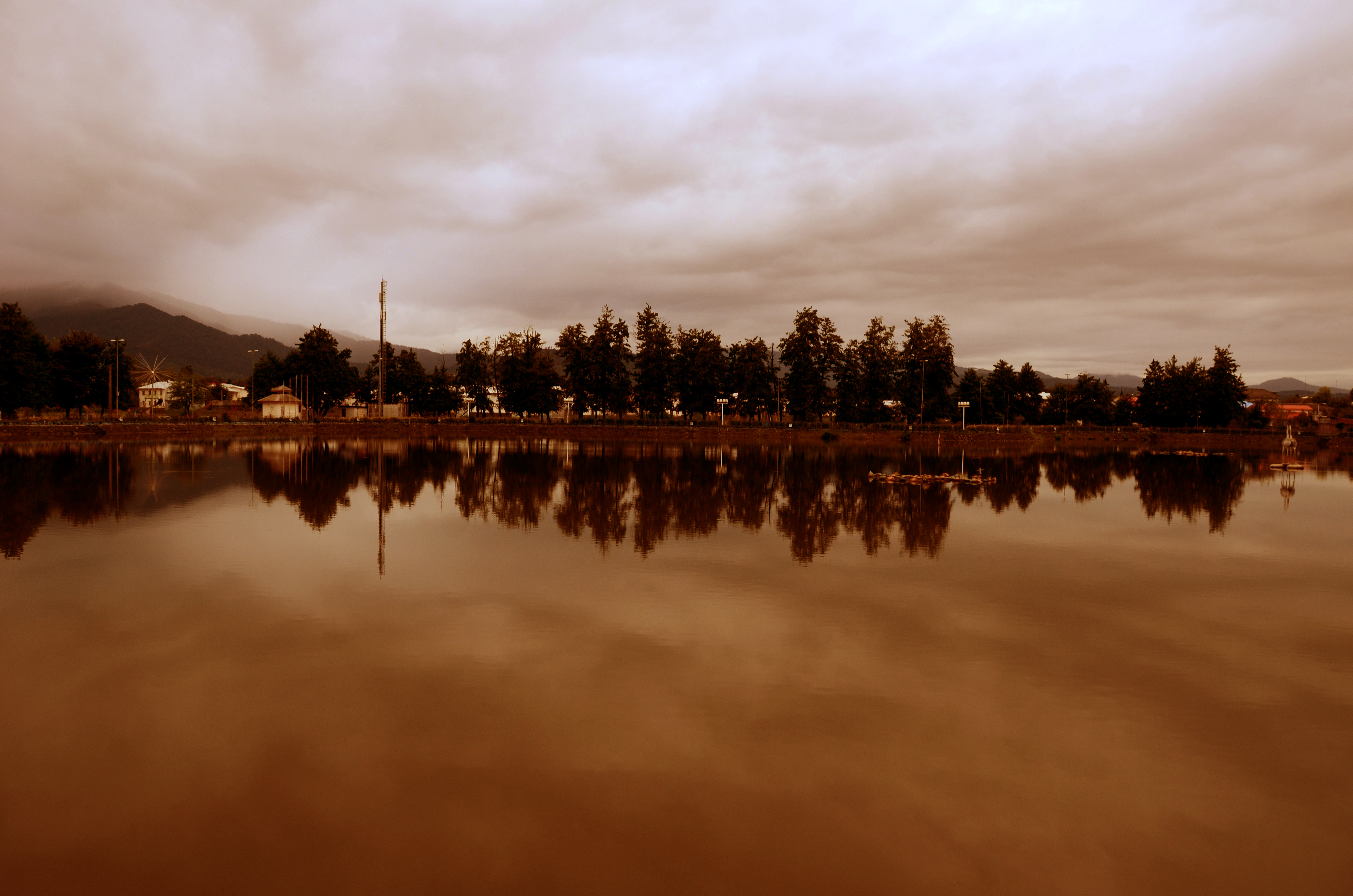
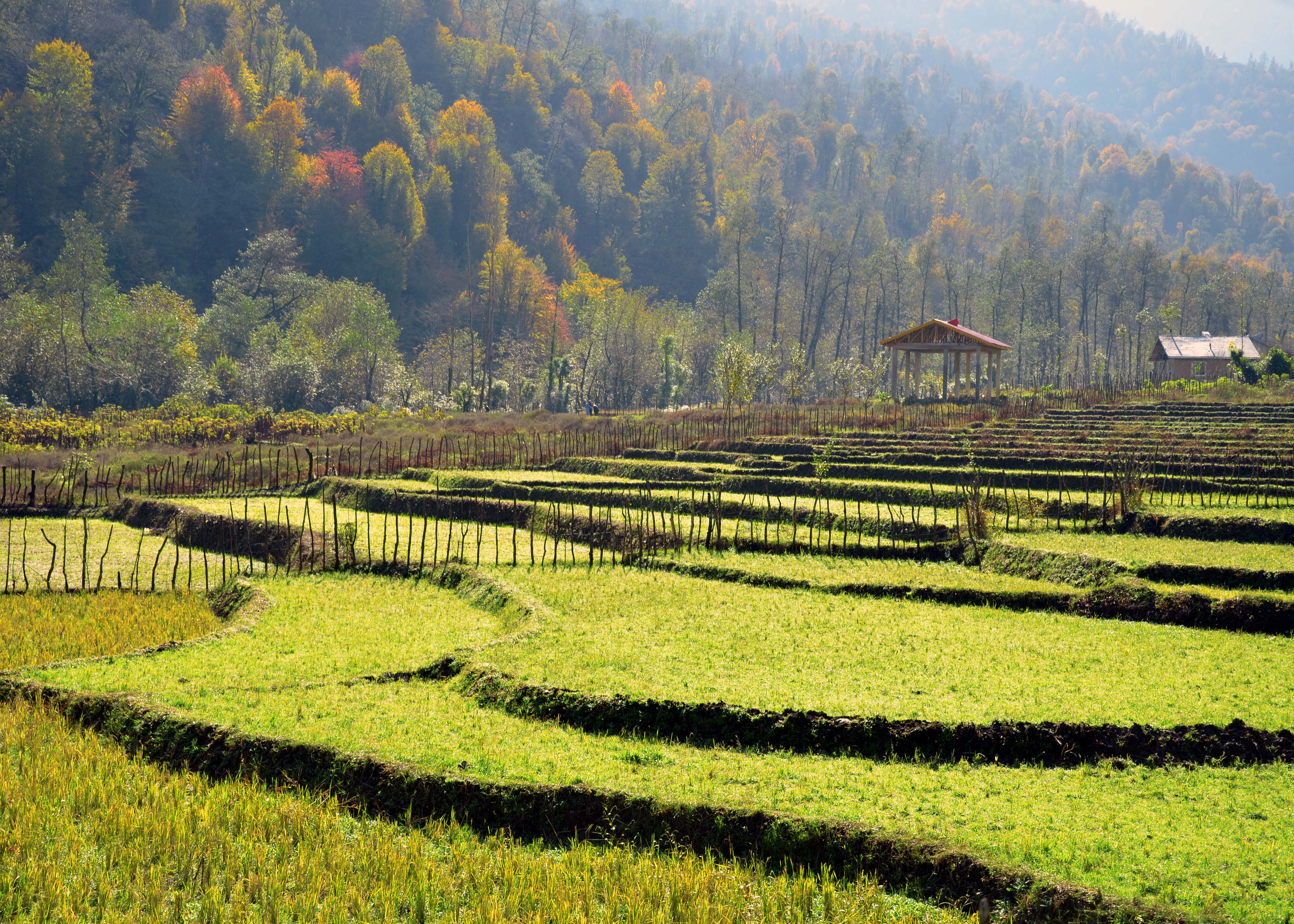
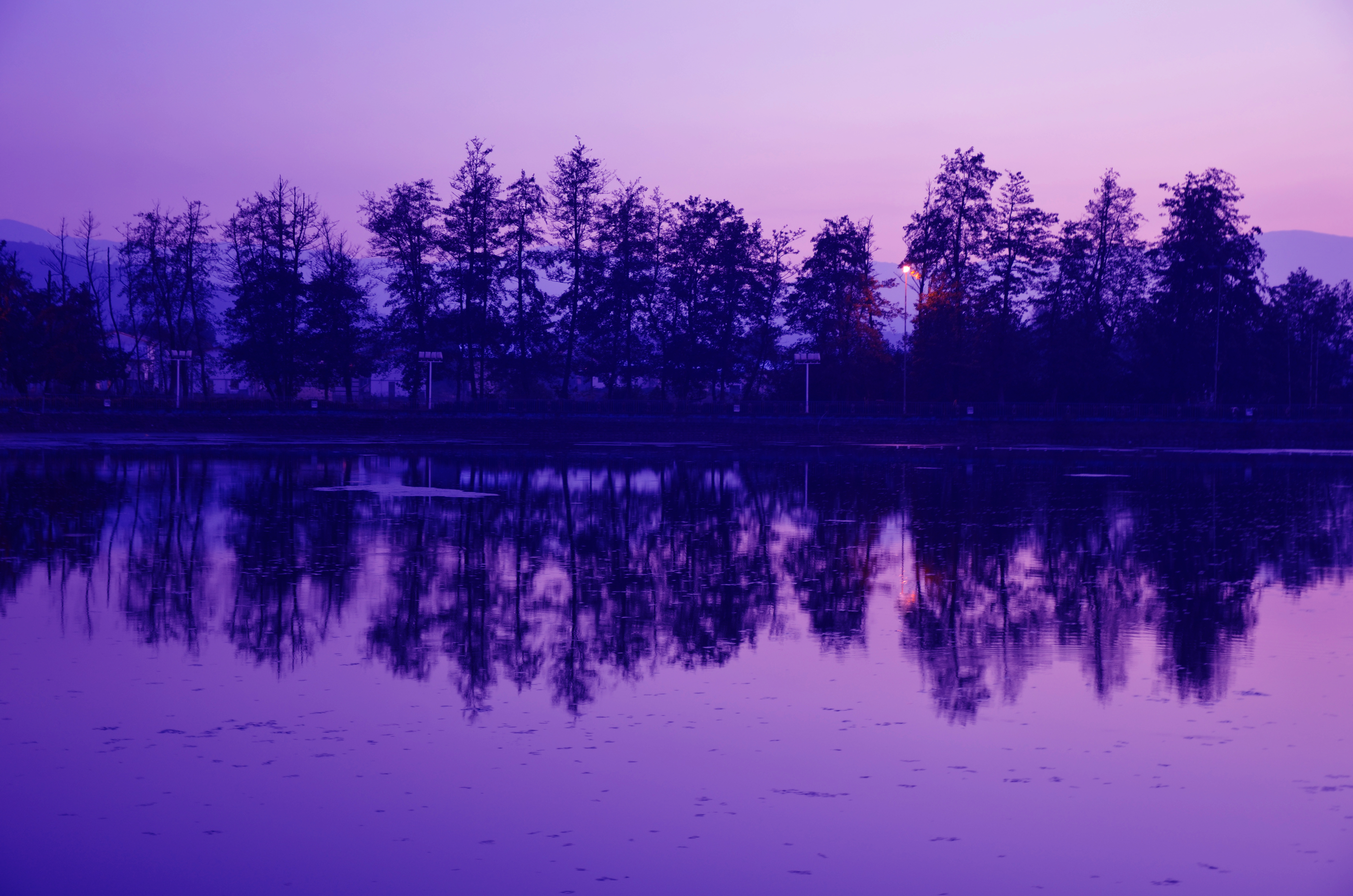
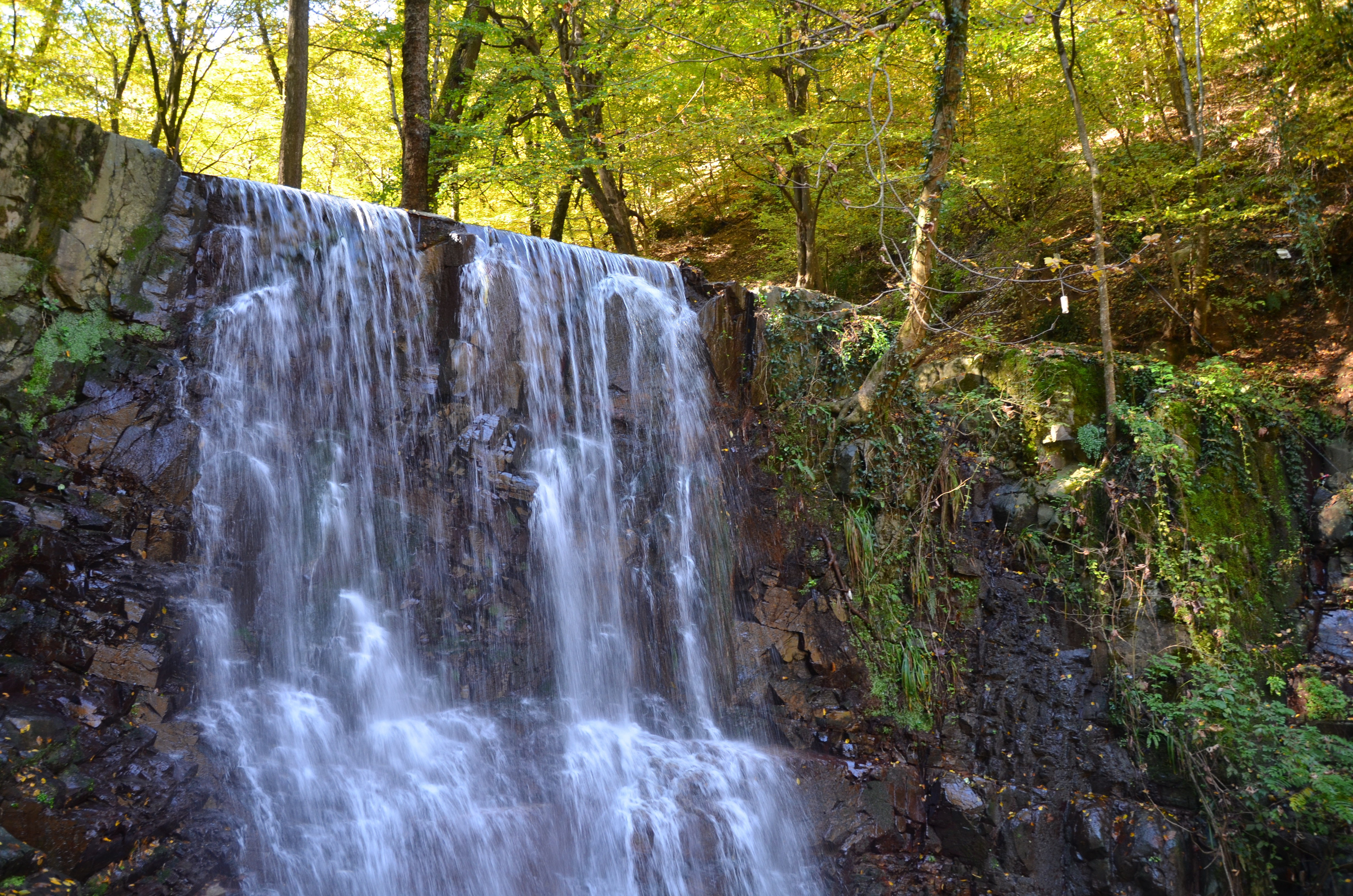
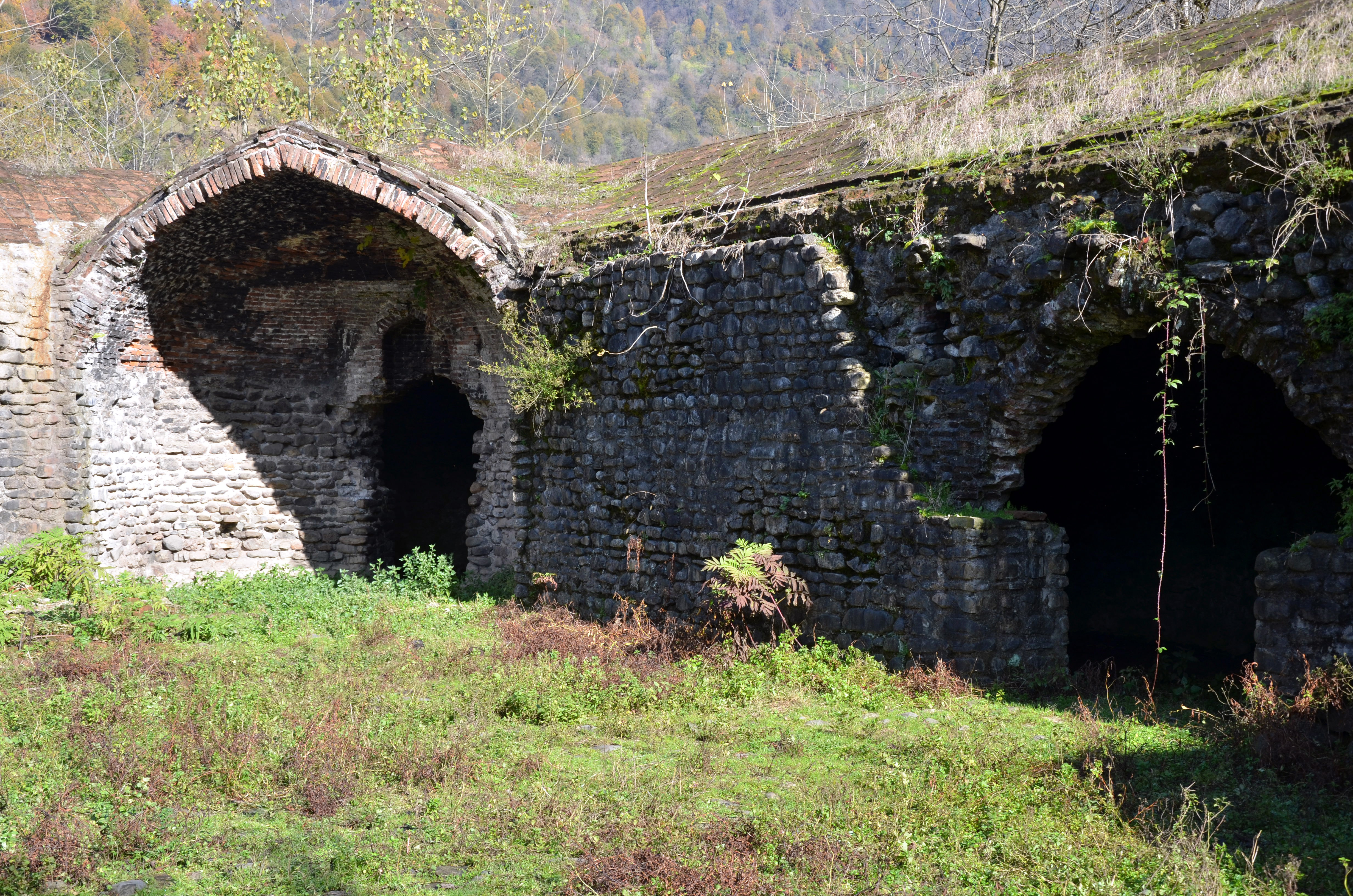
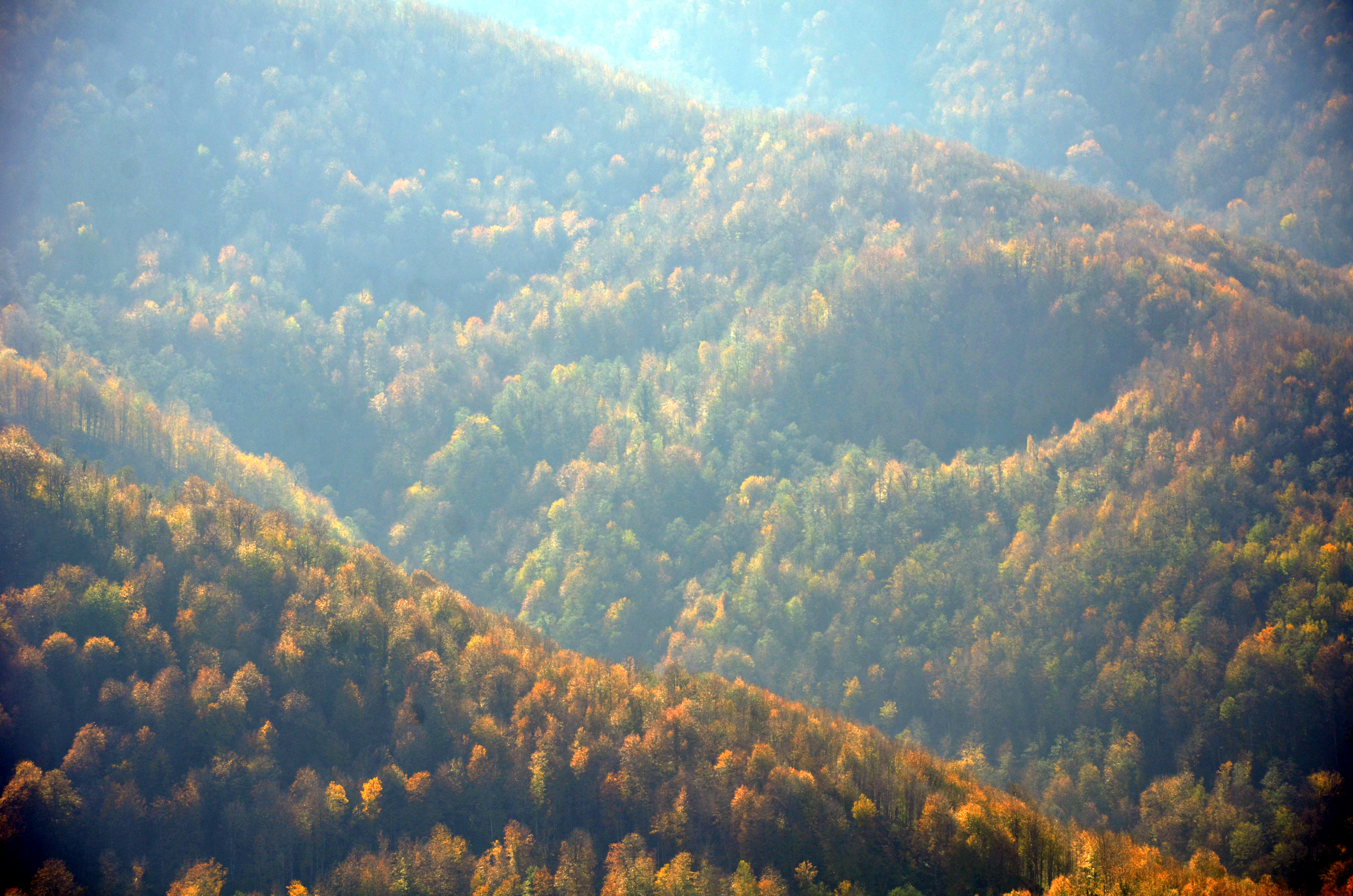
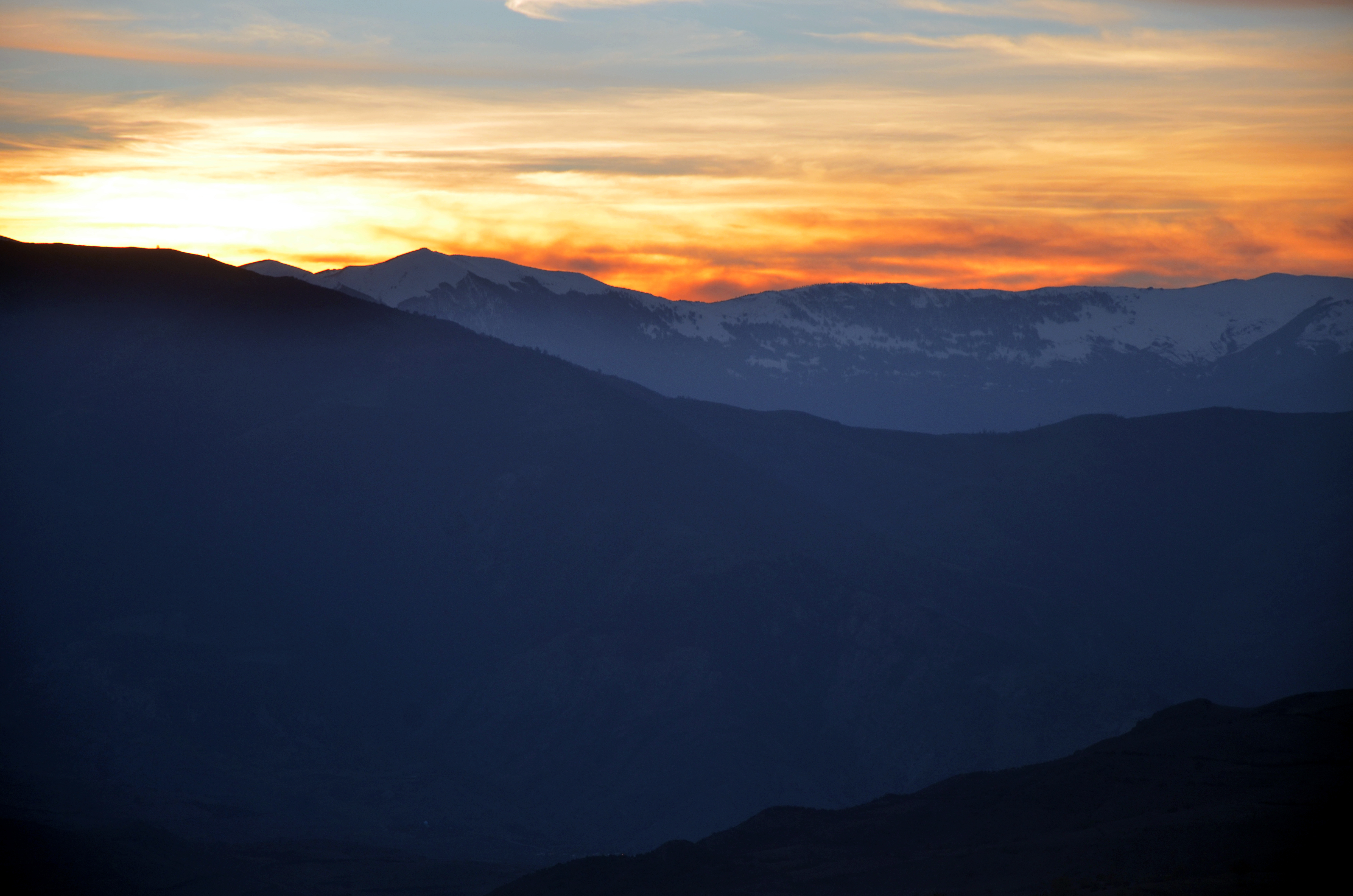
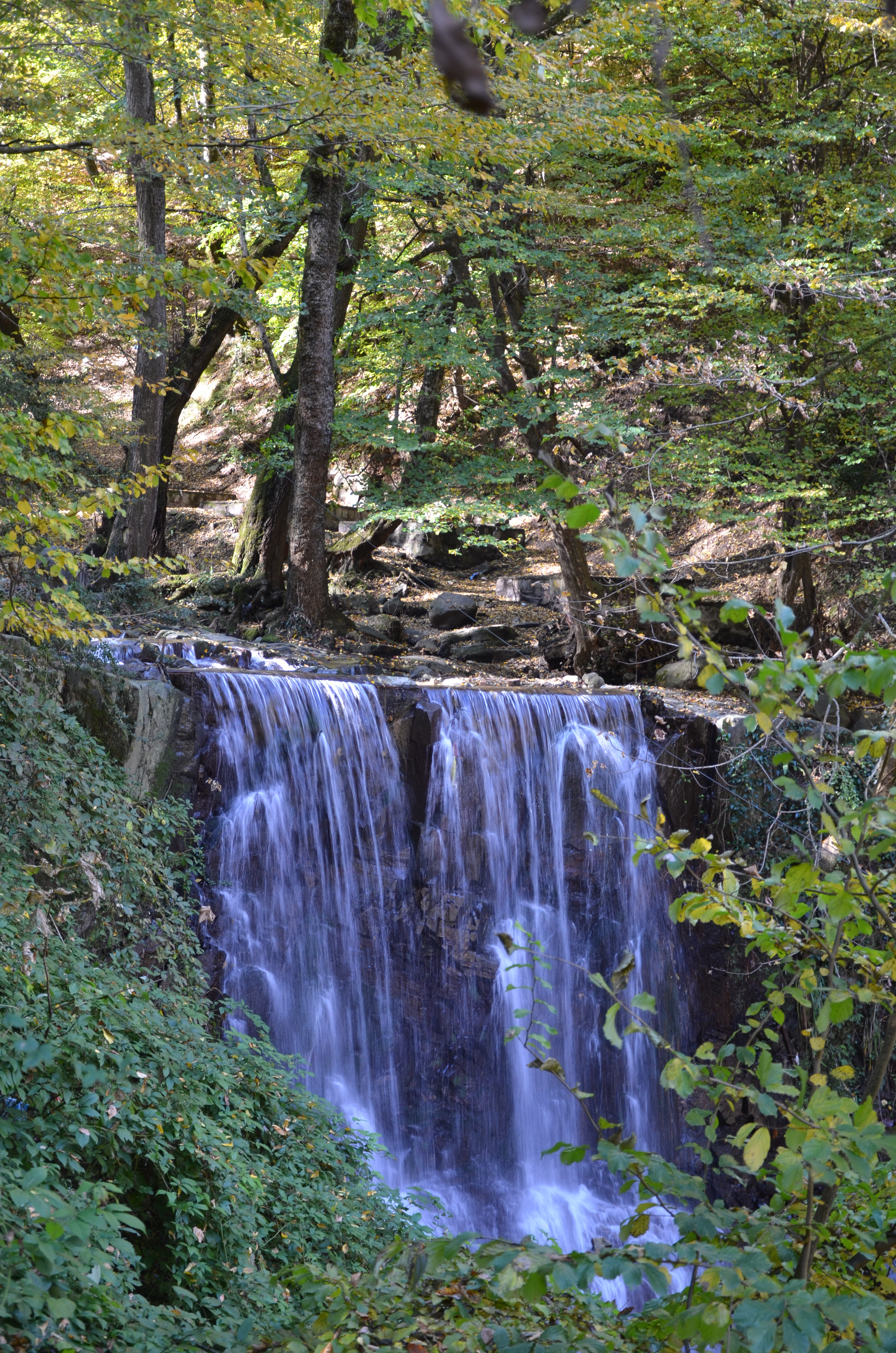
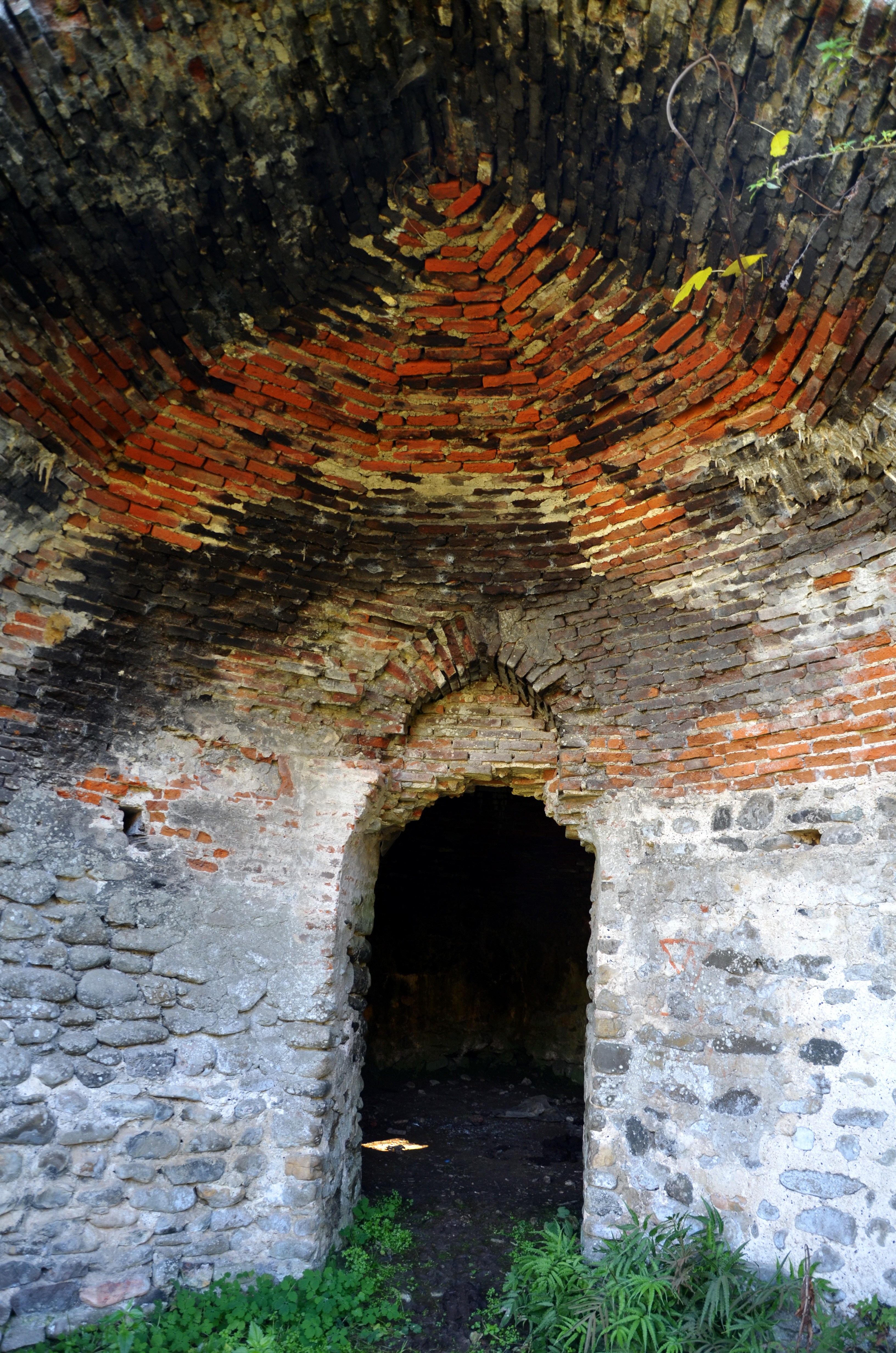
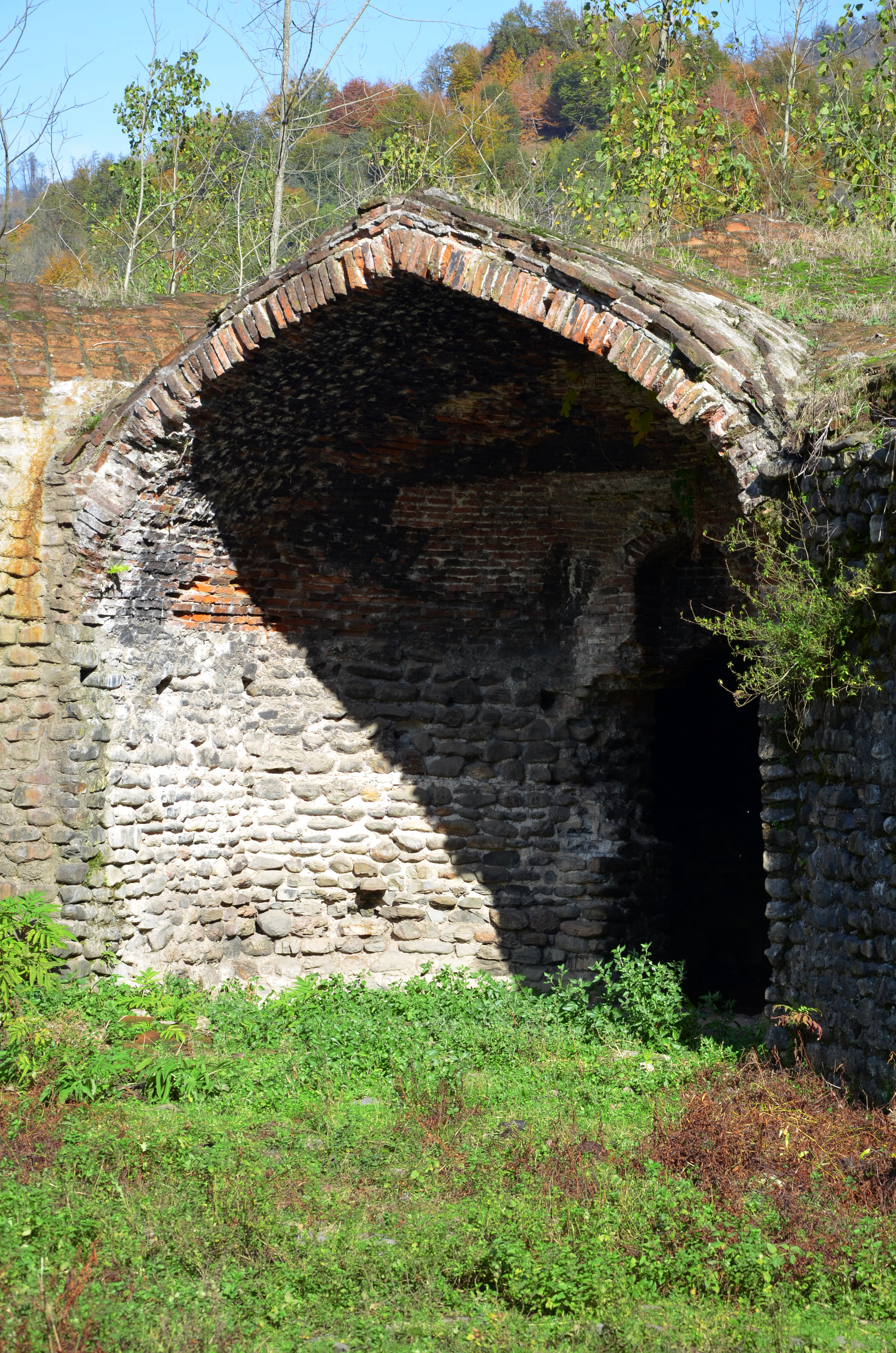
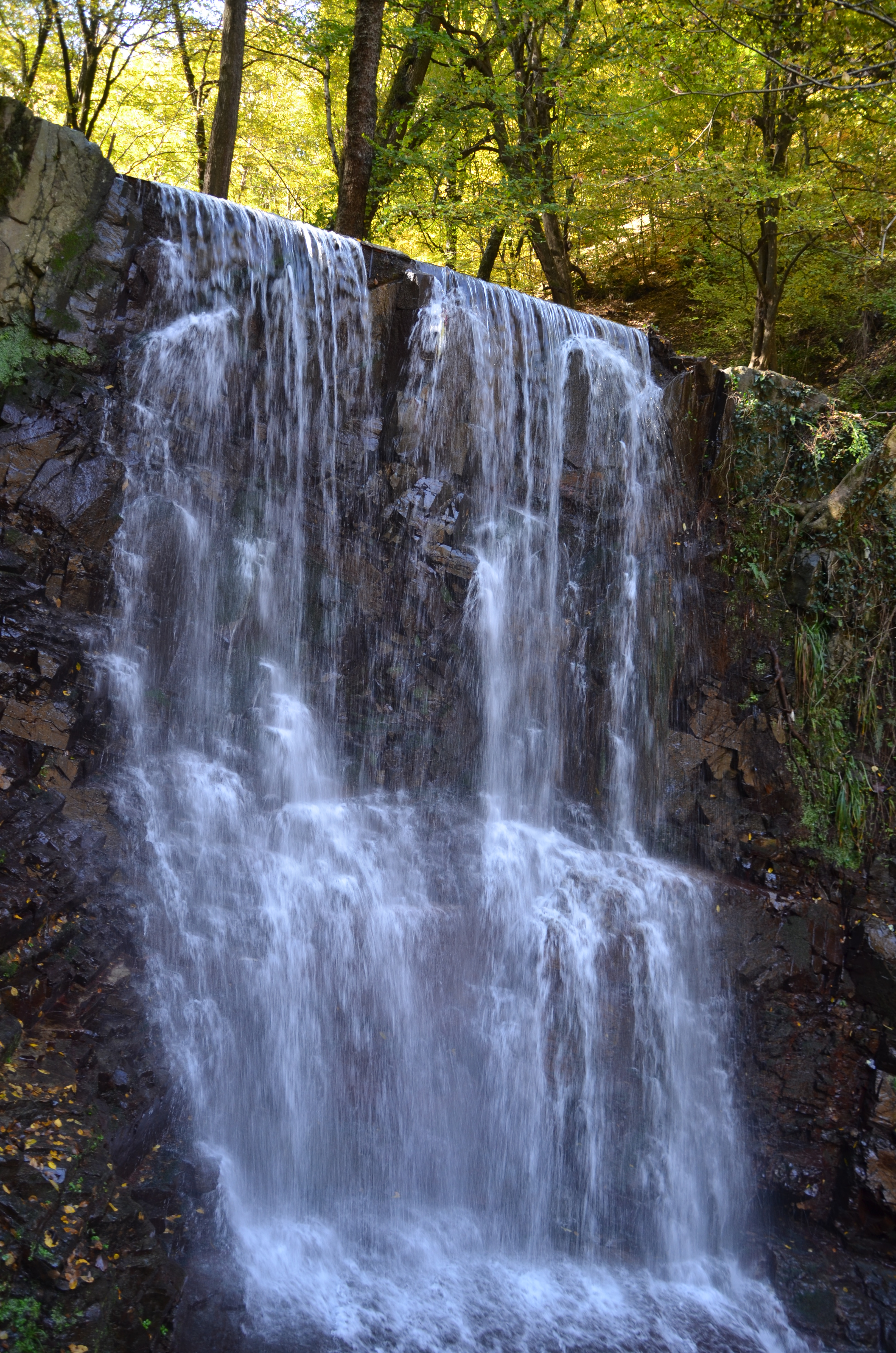
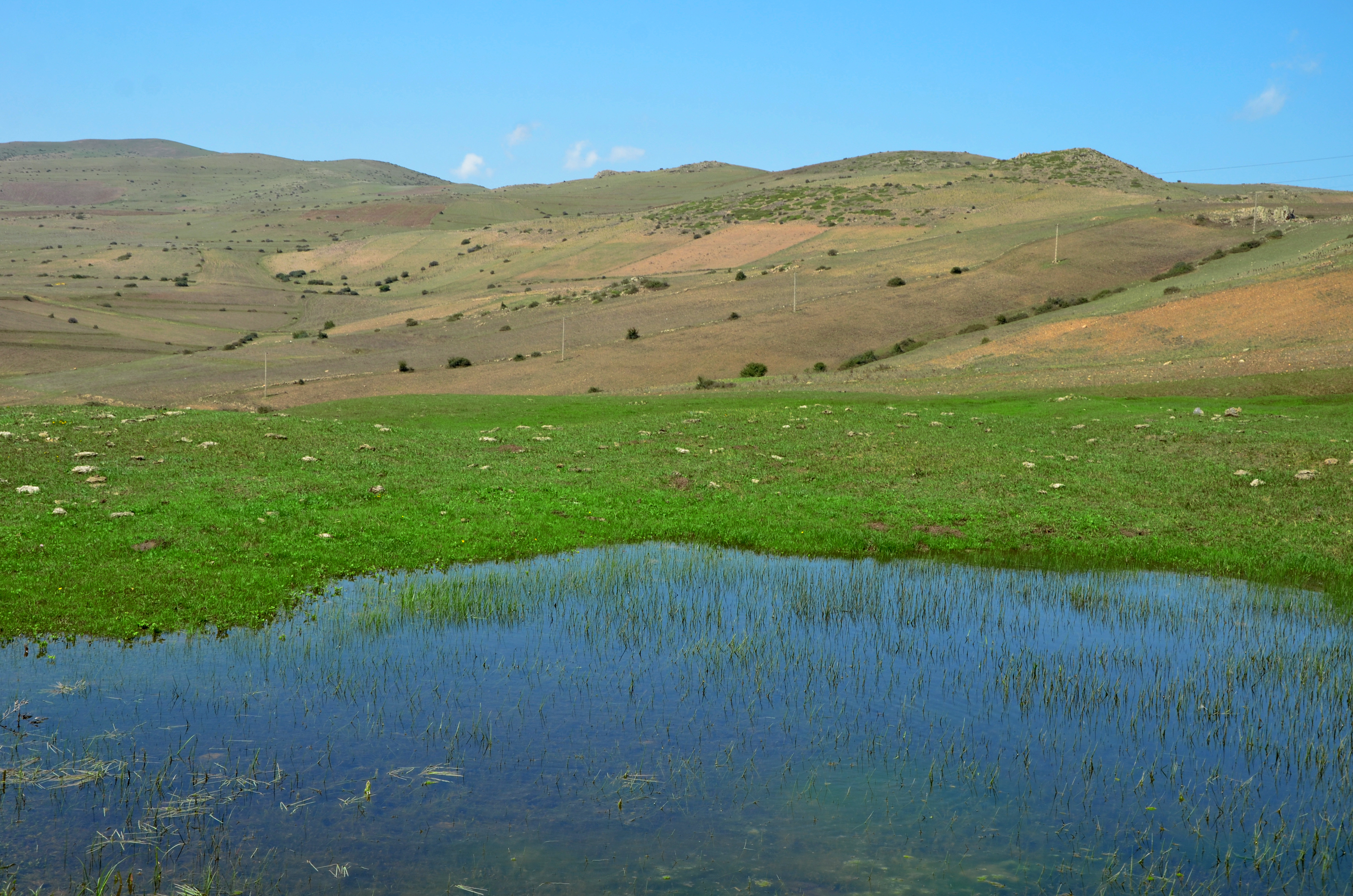
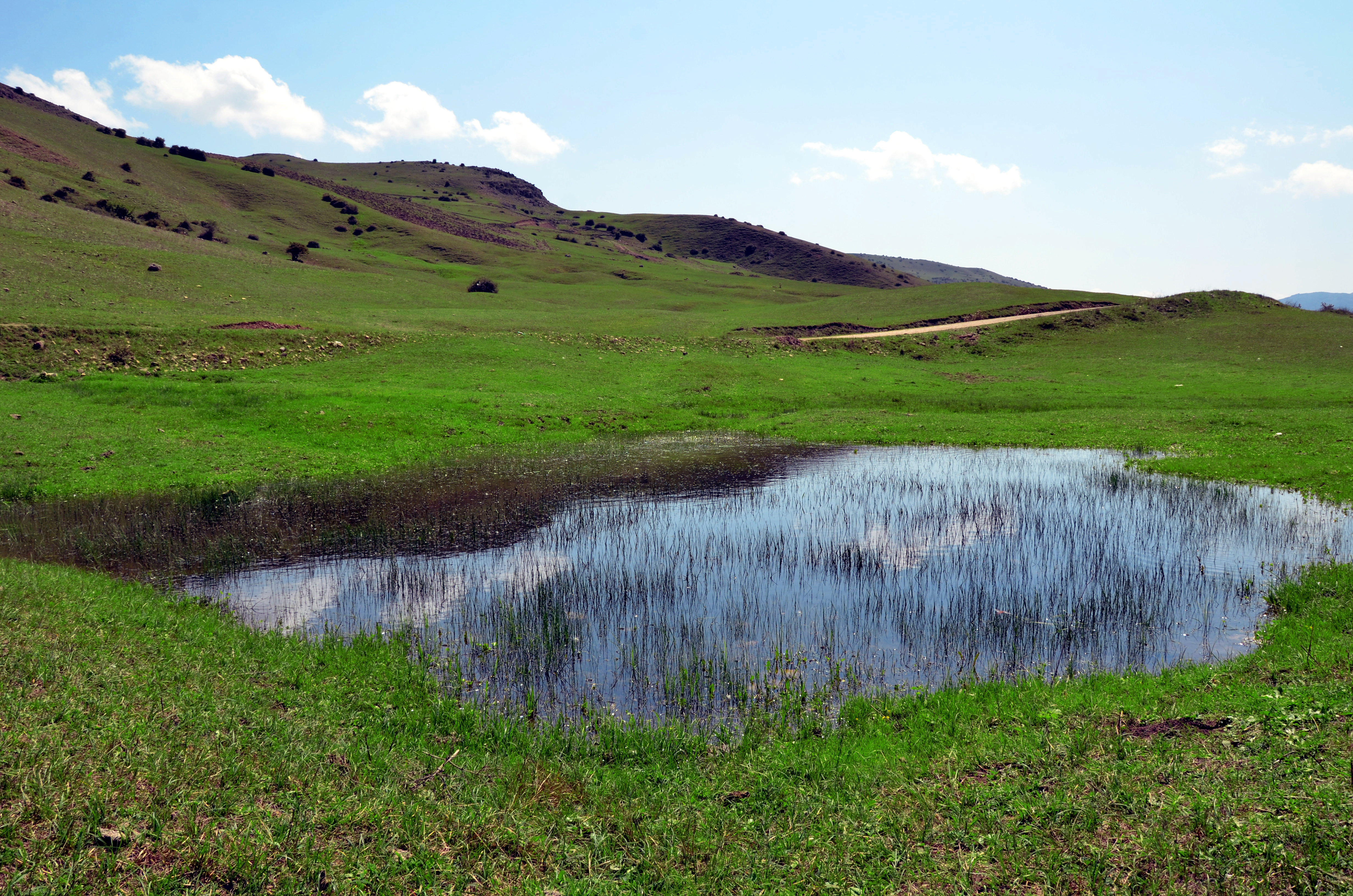